# Perrou
Perrou – miejscowość i gmina we Francji, w regionie Normandia, w departamencie Orne.
Według danych na rok 1990 gminę zamieszkiwało 495 osób, a gęstość zaludnienia wynosiła 114 osób/km² (wśród 1815 gmin Dolnej Normandii Perrou plasuje się na 445. miejscu pod względem liczby ludności, natomiast pod względem powierzchni na miejscu 937.).